# 周建元
周建元（1966年—），湖北武汉人，汉族，中华人民共和国政治人物、第十二届全国人民代表大会湖北地区代表。
毕业于华中农业大学蔬菜专业。加入中国民主促进会。担任民进湖北省委员会秘书长。2008年起担任全国人大代表。2013年，担任全国人大代表。